# Schlacht bei Magetobriga
Die Schlacht von Magetobriga war eine um 61 v. Chr. nahe dem nicht lokalisierten Ort Magetobriga ausgetragene Auseinandersetzung zwischen den germanischen Sueben unter ihrem Anführer Ariovist und einer Allianz von Galliern, die von den Haeduern angeführt wurde. Ariovist vernichtete in dieser Schlacht einen Großteil der gegnerischen Armee und unterwarf dadurch große Gebiete in Gallien.